# Isa Mustafa
Isa Mustafa (Prapashtica, 15 de maig de 1951) és el primer ministre de Kosovo i president de la Lliga Democràtica de Kosovo. Mustafa va ser alcalde de Pristina des del desembre del 2007 fins al desembre de 2013.

## Biografia
Va néixer al poble de Prapashtica, a les terres altes de Gollak de Pristina, el 15 de maig de 1951, de pares albanesos. Va finalitzar els estudis de primària i secundària a la seva ciutat natal, i va assistir a la Facultat d'Economia de la Universitat de Pristina, on va obtenir un màster i un doctorat. El 1974, va començar el seu treball professional com a professor a la mateixa universitat.
Va començar la seva carrera política en els anys vuitanta, quan va exercir la prefectura del govern municipal de Pristina, de 1984 fins a 1988.
En els anys noranta, quan Iugoslàvia va començar a disgregar-se, Mustafa va ser el ministre d'Economia i Finances del govern de la República de Kosovo en l'exili, sota el lideratge de Bujar Bukoshi. Durant aquest temps, Iugoslàvia va emetre una ordre d'arrest a Mustafa. L'ordre no va arribar a ser internacional i va fer possible el seu treball a Europa Occidental. Mustafa no va sol·licitar cap asil polític, i va ser capaç de tornar a Kosovo en qualsevol moment si ho necessitava.
Després de la fi de la guerra de Kosovo el 1999, va tornar a la seva terra natal, però va tornar a la política només el 2006 com a alt conseller polític del llavors president de Kosovo, Fatmir Sejdiu. El desembre del 2007, va exercir d'alcalde de Pristina en les eleccions locals, tot guanyant al vicepresident del Partit Democràtic de Kosovo i un dels excomandants de l'Exèrcit d'Alliberament de Kosovo, Fatmir Limaj. Va guanyar per segona vegada l'alcaldia de Pristina el novembre del 2009.
El 7 de novembre de 2010, es va convertir en el dirigent de la Lliga Democràtica de Kosovo guanyant Fatmir Sejdiu en les eleccions de direcció del partit per 235 vots a 124 vots. L'1 de desembre de 2013 va perdre la reelecció a l'alcaldia de Pristina, davant de Shpend Ahmeti. El malestar va ser especialment dramàtic perquè va succeir en el que havia estat històricament conegut com el bastió de la Lliga Democràtica.

### Primer ministre
El 8 de desembre de 2014, després de les eleccions legislatives kosovars de 2014 es va convertir en el primer ministre de Kosovo amb una coalició amb el Partit Democràtic de Kosovo. Mustafa va afirmar que el seu govern estaria centrat en el desenvolupament econòmic del país. Mentre es dirigia a l'Assemblea de Kosovo el 22 de setembre de 2015 parlant d'un acord amb Sèrbia sobre l'autonomia per a les minories ètniques sèrbies a Kosovo i d'un altre acord per definir la frontera entre Kosovo i Montenegro, Mustafa va rebre una pluja d'ous dels diputats opositors. Més tard, va continuar el seu discurs protegit pels seus guardaespatlles.

## Vida privada
Mustafa està casat amb Qevsere Mustafa i té dos fills i una filla.